# قوری راسل
قوری راسل که آن را «قوری چای آسمانی» نیز خوانده‌اند، تمثیلی است که ابتدا توسط فیلسوف معاصر برتراند راسل (۱۸۷۲–۱۹۷۰ میلادی) بیان شد که توضیح می‌دهد که بار اثبات فلسفی به دوش شخصی است که ادعای ابطال‌ناپذیر می‌کند، نه که بار رد کردن ادعا به دوش دیگران منتقل شود.
راسل به‌خصوص تمثیل خود را در زمینه دین اعمال کرد. او نوشت: اگر قرار بود که او، بدون ارائه اثبات، مدعی شود که یک قوری چایِ بیش از حد کوچک که نمی‌توان آن را توسط تلسکوپ‌ها دید، در جایی در فضای میان زمین و مریخ، به دور خورشید می‌گردد، نمی‌توانست از کسی انتظار داشته باشد تا او را صرفاً چون مدعایش را نمی‌توان رد کرد، باور کند.
قوری چای راسل همچنان در مباحثات در مورد وجود خدا مورد توسل قرار می‌گیرد، و در حوزه‌ها و رسانه‌های گوناگون مؤثر واقع شده‌است.
منظور از آن، ردّ نظری بود که ارائهٔ دلیل بر نبود خدا یا بار اثبات فلسفی را بر عهدهٔ شکاکان می‌داند. راسل، توضیح می‌دهد که بار اثبات ادعایی غیرقابل ابطال، بر عهده مدعی است و نه دیگران.

## شرح
راسل، در مقاله‌ای تحت عنوان «آیا خدایی هست؟»، ―که به سفارش مجله ایلاستریتد در ۱۹۵۲ میلادی نوشت و هرگز منتشر نشد― چنین نوشت:
بسیاری از مردم ارتدکس [ارتاکیش] طوری صحبت می‌کنند که انگار به جای اینکه وظیفهٔ جزم‌اندیش‌ها باشد که دگماهای [عقاید جزمی] پذیرفته‌شده را اثبات کنند، این وظیفهٔ شکاکان است که آن‌ها را رد کنند. البته این [طور صحبت کردن] اشتباه است. اگر قرار بود من مدعی شوم که در منظومه شمسی، میان زمین و مریخ، یک قوری چینی وجود دارد که در مداری بیضوی، دور خورشید می‌گردد، هیچ‌کس قادر نبود مدّعای مرا رد کند، مشروط به آنکه حواسم می‌بود که در ادامه بگویم که این قوری، بسیار کوچک است، در حدی که حتی با قوی‌ترین تلسکوپ‌هایمان قابل رویت نیست. اما اگر تا آنجا پیش می‌رفتم که می‌گفتم چون مدعای من نمی‌تواند ابطال شود، شک کردن عقل بشر به ادعای من، ناشی از یک پیش‌فرض غیر‌قابل‌قبول است، به حق به یاوه‌گویی متهم می‌شدم. با این حال، اگر وجود چنین قوری‌ای، در کتب باستان تصدیق شده‌بود، اگر هر یکشنبه در کلیسا به عنوان حقیقت مقدس تعلیم داده می‌شد، و اگر در مدارس، آن را به اذهان کودکان فرومی‌کردند، تردید در باور به وجود آن، نشانهٔ نامتعارف بودن تلقی می‌شد و در عصری روشنگری، باعث می‌شد که شخص شکاک را  تحت نظر روان‌پزشک قرار دهند، یا در دوره‌های پیش از عصر روشنگری، باعث می‌شد که شخص شکاک رو به مفتش مذهبی [در دادگاه تفتیش عقاید] بسپارند.
در ۱۹۵۸ میلادی، راسل دربارهٔ تمثیل توضیحات بیش‌تری می‌دهد:
بایستی خود را ندانم‌گرا بخوانم؛ اما، برای تمام مقاصد عملی، خداناباور هستم. فکر نمی‌کنم که وجود خدای مسیحی هیچ بیش از خدایان الیمپوس یا والهالا محتمل باشد. برای آوردن بیانی دیگر از راه مثال: هیچ‌کس نمی‌تواند ثابت کند که میان زمین و مریخ قوری چینی‌ای نیست که در مداری بیضوی بگردد، اما هیچ‌کس فکر نمی‌کند که این به اندازه کافی محتمل است که در عمل به حساب آورده‌شود. فکر می‌کنم خدای مسیحی هم درست همین‌طور نامحتمل است.
تمثیل «قوری چای‌باوری» راسل، در مقابله با مذهب، همچنان شالوده بسیاری از مناظره‌ها میان باورمندان و دگراندیشان است. ریچارد داوکینز از این قیاس، در کتاب معروف خود، یعنی کشیش شیطان، استفاده کرده‌است.
داوکینز، به خاطر استفاده از قیاس قوری چای‌باوری، مورد انتقاد برخی از مذهبیان، از جمله آلیستر مک گرات در کتاب توهم داوکینز قرار گرفت.
با استقبال از مفهوم «قوری چای‌باوری»، تقلیدهای دیگری انجام گرفته که از جمله می‌توان به اسب تک‌شاخ صورتی نامرئی، هیولای اسپاگتی پرنده و اژدها در گاراژ من اشاره کرد.
بریان گاروی مثال راسل در این باره را اشتباه می‌داند و می‌گوید:
قوری چای راسل توضیحی برای هیچ چیز نیست؛ بنابراین اگر قوری راسل وجود نداشته باشد، جهان بینی فاقد توضیح نمی‌شود. با این حال، اگر خدا وجود نداشته باشد، باید توضیح دیگری برای جهان و ویژگی‌های خاص آن ارائه شود و اینگونه تفاوت بین مثال او با مفهوم خدا آشکار می‌گردد.
همچنین منتقد ادبی جیمز وود می‌گوید:
اعتقاد به خدا «معقول تر از اعتقاد به قوری است» زیرا خدا «ایده بزرگ و پیچیده تری» است که با استناد به قوری‌های آسمانی یا جاروبرقی‌ها انکار نمی‌شود؛ زیرا آنها فاقد ظرافت و عظمت لازم هستند و خدا قابل جسمیت دادن نیست و نمی‌توان آن را به یک «امرِ صرف» تبدیل نمود.
اریک ریتان فیلسوف آمریکایی دربارهٔ قوری راسل می‌گوید:
اعتقاد به خدا با اعتقاد به قوری متفاوت است زیرا قوری به مفهوم فیزیکی اشاره دارد که می‌توان با بررسی‌های تجربی به صحت آن دست پیدا کرد، و با توجه به آنچه از جهان فیزیکی می‌دانیم هیچ دلیل برای اینکه فکر کنیم اعتقاد به قوری راسل موجه است وجود ندارد؛ بنابر این نمی‌شود با استناد به این مسئله نبود خدا را مانند نبود قوری بدون استدلال رها کرد.
نمی‌توان فرض را بر این گذاشت اگر چیزی موهوم یا پیچیده باشد پس وجود ندارد. و بیان هر گزاره ای (وجود یا نبود چیزی) نیازمند اثبات است. همچنین تمثیل آن به مفهومی خاص، بدون داشتن سازه‌های لازم برای مقایسه مغالطه و قیاس مع الفارق به حساب می‌آید.